# محمد فلاق
محمد فِلاق (انگلیسی: Fellag؛ زاده ۳۱ مارس ۱۹۵۰) بازیگر، نویسنده و کمدین اهل کشور الجزایر است.
از فیلم‌هایی که وی در آنها ایفای نقش نموده است می‌توان به فیلم آقای لازار و بارون‌ها اشاره نمود.